# Mitteldeutsches Seenland

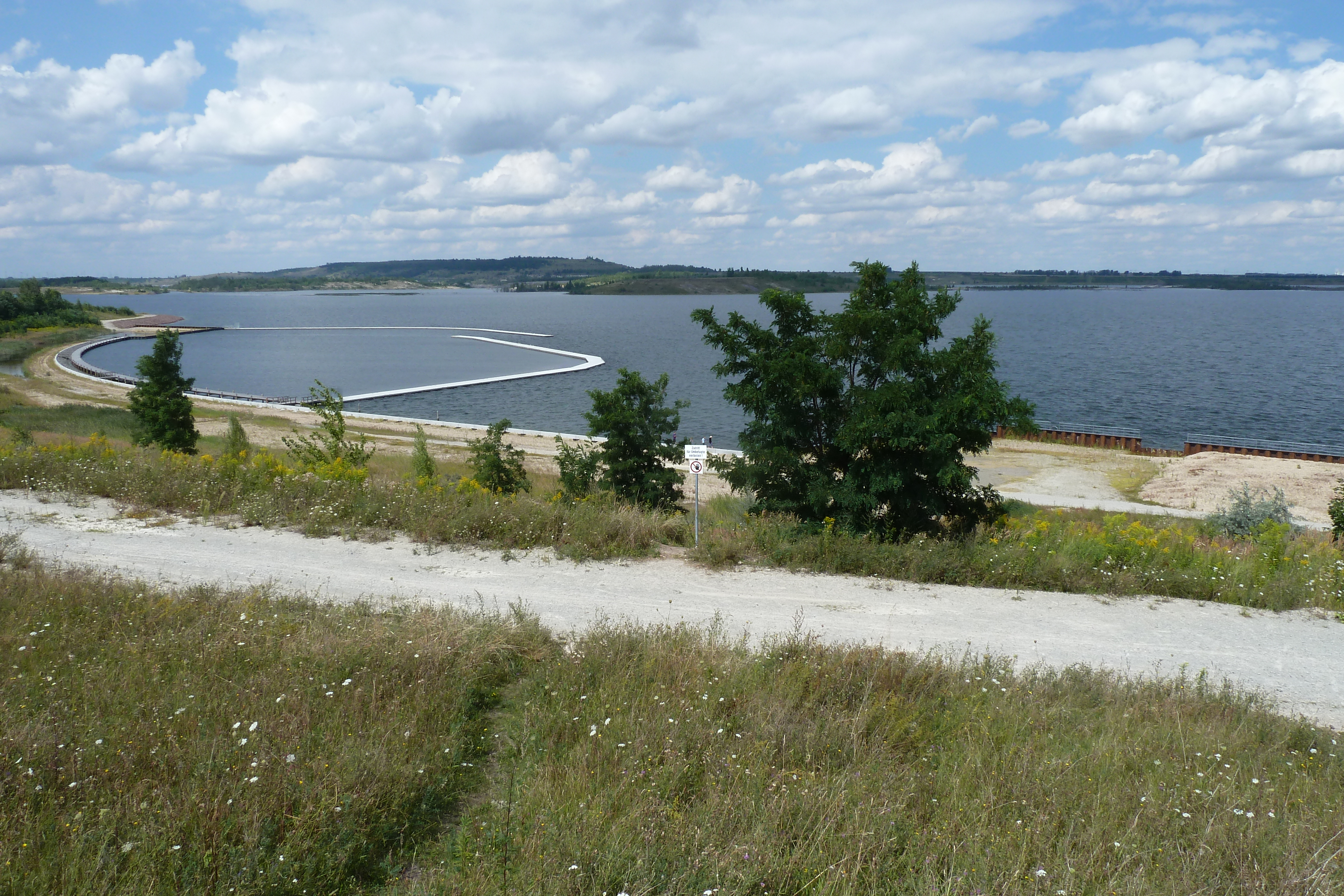
Geiseltalsee in Sachsen-Anhalt, der größte See des Seenlandes

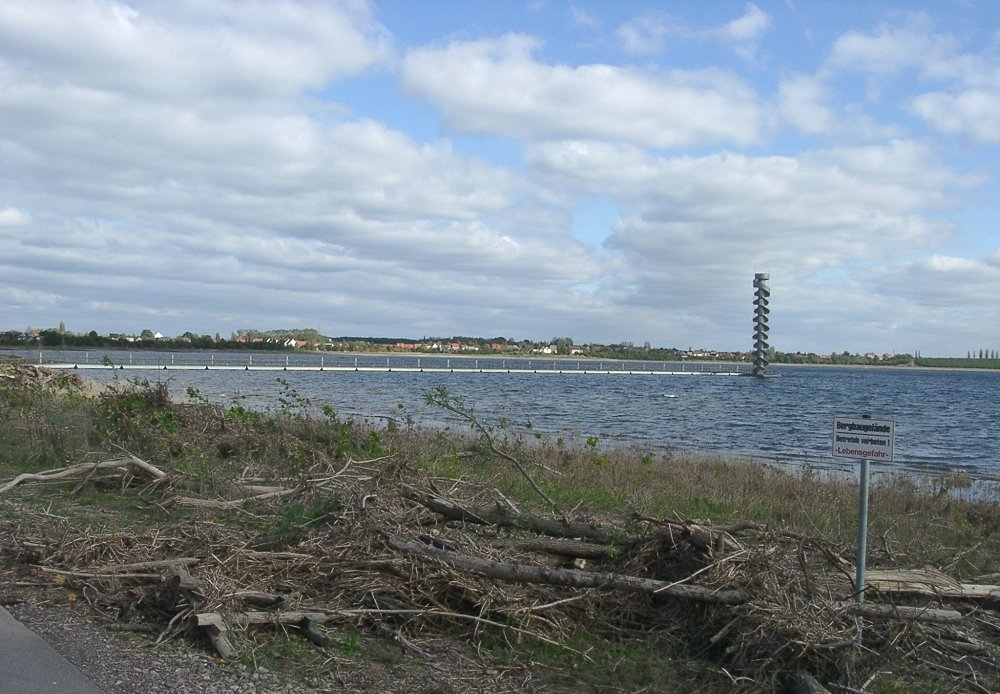
Goitzschesee in Sachsen-Anhalt mit Pegelturm, der zweitgrößte See

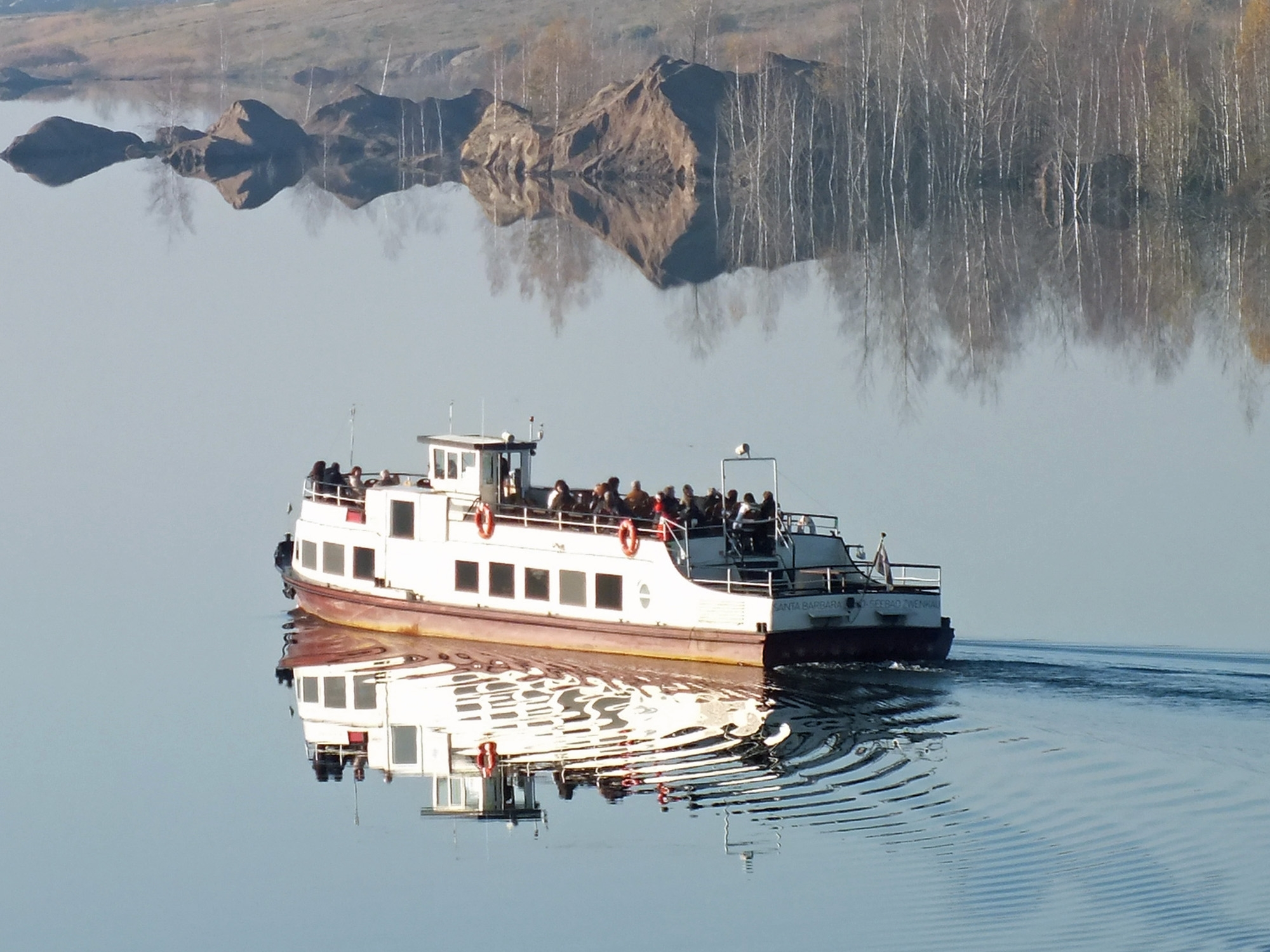
Seerundfahrt auf dem Zwenkauer See, dem drittgrößten des Seenlands, Sachsen

Das Mitteldeutsche Seenland ist eine Region in Mitteldeutschland mit zahlreichen künstlichen Seen, die nach der Flutung von Tagebauen des Mitteldeutschen Braunkohlereviers entstanden sind. Das Gebiet umfasst 20 Seen im Nordwesten Sachsens und 13 Seen im Süden Sachsen-Anhalts sowie einen See im Nordosten Thüringens. Einige Seen im unmittelbaren Umfeld von Leipzig werden wegen des besonderen Bezuges und der Stadtnähe zu Leipzig als Leipziger Neuseenland bezeichnet.
Die Gesamtfläche der Seen wird nach Beendigung noch andauernder Flutungen 175 km² betragen. Das Mitteldeutsche Seenland wird damit eine der größten Seenlandschaften Deutschlands. Der im Süden Sachsen-Anhalts gelegene Geiseltalsee war mit einer Fläche von 1850 Hektar bis zur Vollendung des Cottbuser Ostsees (Fläche 1900 Hektar) der flächenmäßig größte künstliche See Deutschlands. Mit 423 Millionen Kubikmeter Wasserinhalt ist der Geiseltalsee darüber hinaus der wasserreichste künstliche See Deutschlands und Platz 9 in der Liste der wasserreichsten Seen Deutschlands insgesamt (hinter dem Königssee und vor dem Schaalsee).
An den Ufern und in der Umgebung der Seen entstanden bereits zahlreiche Freizeit- und Erholungsgebiete. Der Ausbau ist noch nicht abgeschlossen. Der vor allem werblich genutzte Begriff „Sächsisches Seenland“ wurde von der Tourismusindustrie geprägt.

## Geschichte

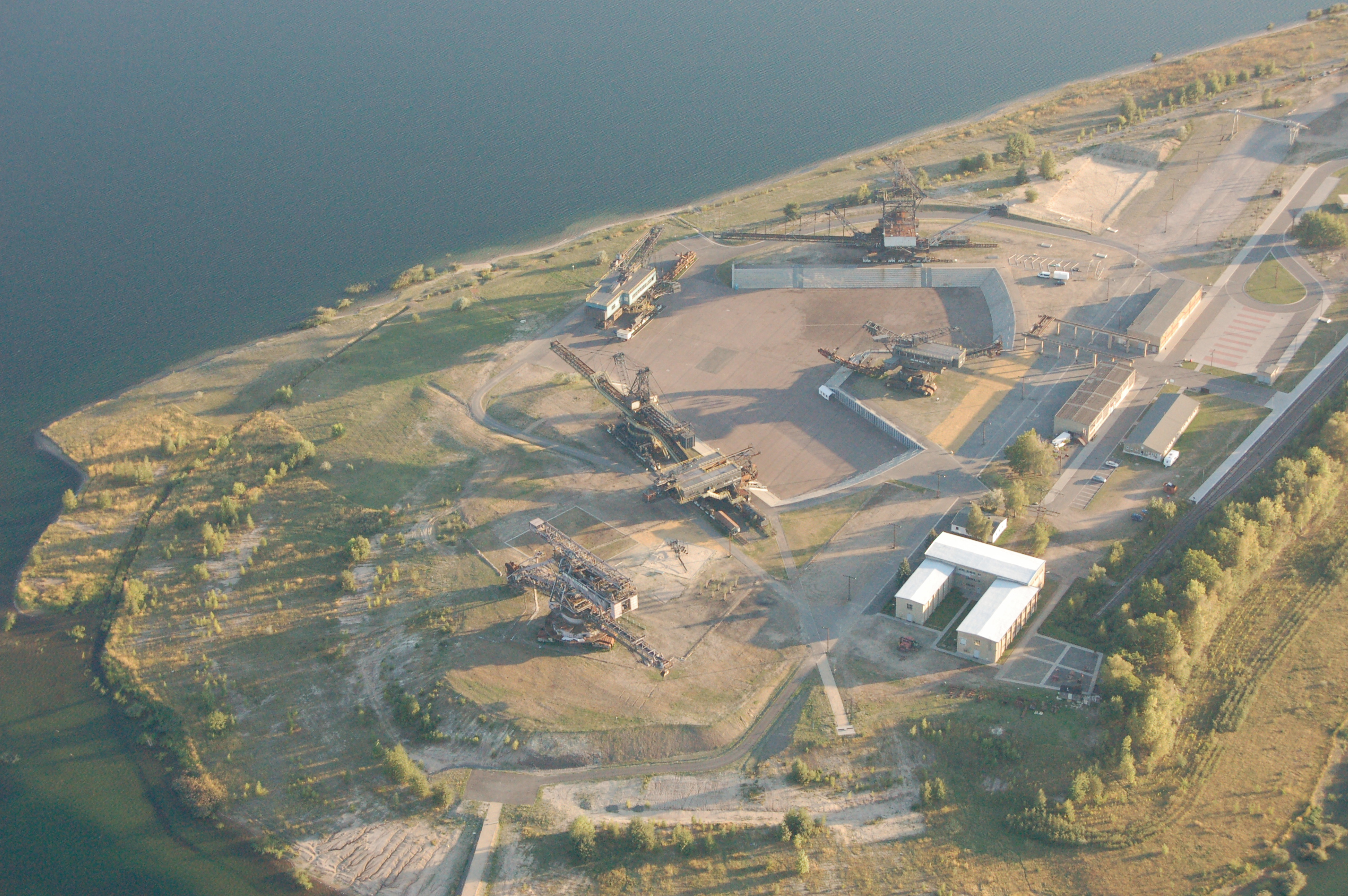
Luftbild von Ferropolis, Sachsen-Anhalt

Mitte des 19. Jahrhunderts setzte mit der Erschließung des Brennstoffes Braunkohle die industrielle Entwicklung der Region ein. Im 20. Jahrhundert entstanden in unmittelbarer Nähe Standorte der Braunkohle-Chemie, für die der Begriff Mitteldeutsches Chemiedreieck stand. Vor 1990 förderten 20 Tagebaue rund 150 Millionen Tonnen Braunkohle, die in zahlreichen Kraftwerken, Brikettfabriken und Schwelereien verstromt oder veredelt wurden. Die Straße der Braunkohle verbindet die historischen Stätten der Kohlegewinnung, in denen über 100 Sachzeugen zwischen Bitterfeld, Delitzsch, Leipzig, Borna, Altenburg und Zeitz an den Kohleabbau erinnern. Die ehemaligen Industrieanlagen wurden in Kultur- und Freizeiteinrichtungen mit gastronomischen Betrieben umgestaltet. Die ehemaligen Abbaumethoden können im noch aktiven Tagebau Vereinigtes Schleenhain oder in Ferropolis, der „Stadt aus Eisen“, besichtigt werden.

## Natur

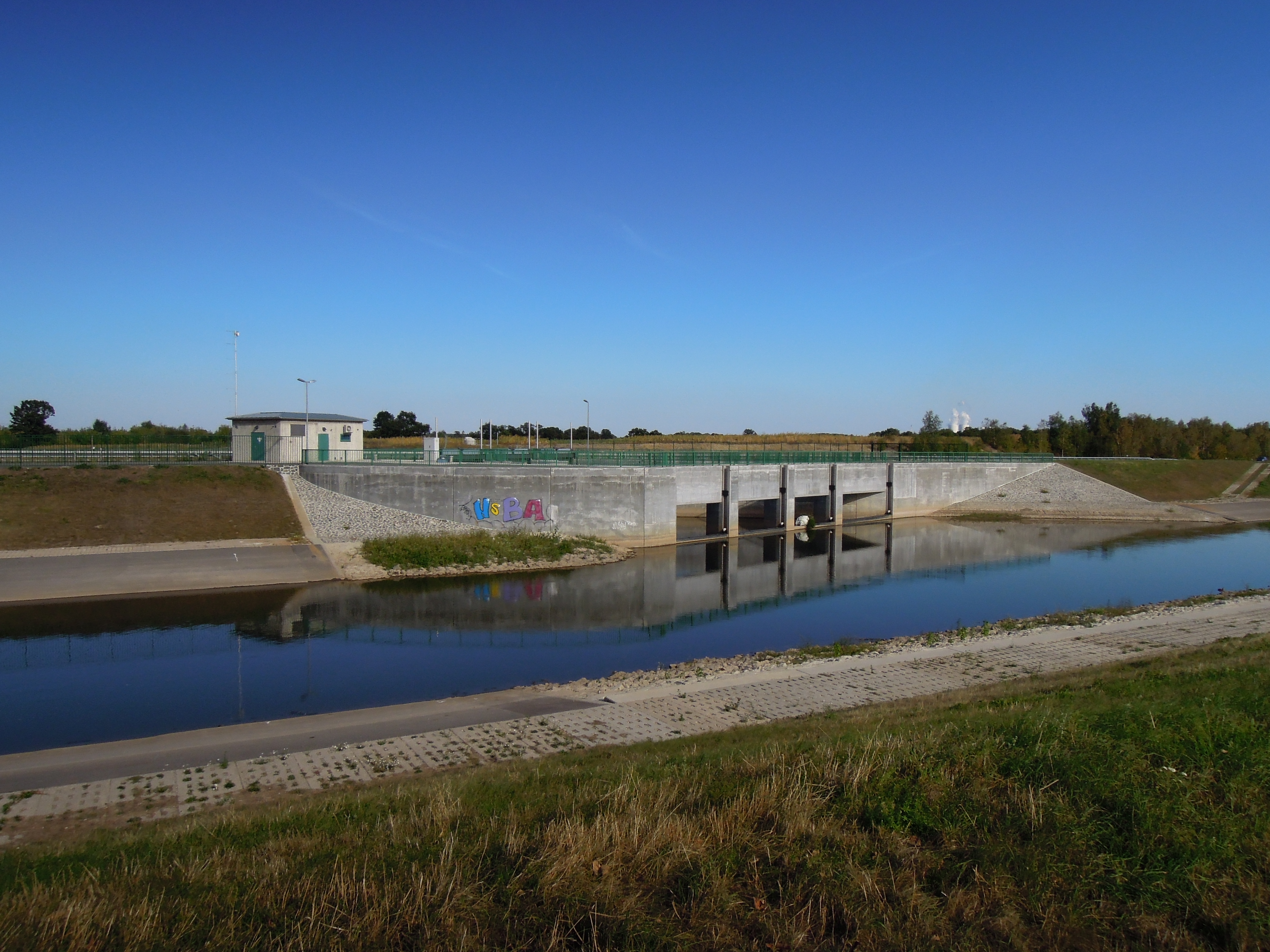
Hochwasserschutz in Sachsen: Einleitbauwerk zum Zwenkauer See

Große Teile der ehemaligen Tagebaue blieben viele Jahre lang der natürlichen Sukzession überlassen. Es entwickelte sich ein Mosaik aus Feucht- und Trockenstandorten. Zahlreiche gefährdete Tier- und Pflanzenarten wie Orchideen und Amphibien siedelten sich an. Die Reste der alten Kulturlandschaft mit einer ausgeprägten Auenstruktur der Flüsse Weiße Elster und Pleiße ziehen sich wie ein Band bis in das Zentrum der Großstadt Leipzig.

### Hochwasserschutz
Die Tagebaue haben natürliche Überflutungsflächen der Weißen Elster zerstört, durch das Einleitbauwerk zwischen diesem Fluss und dem Zwenkauer See wird der See als neue Überflutungsfläche genutzt.

## Kultur

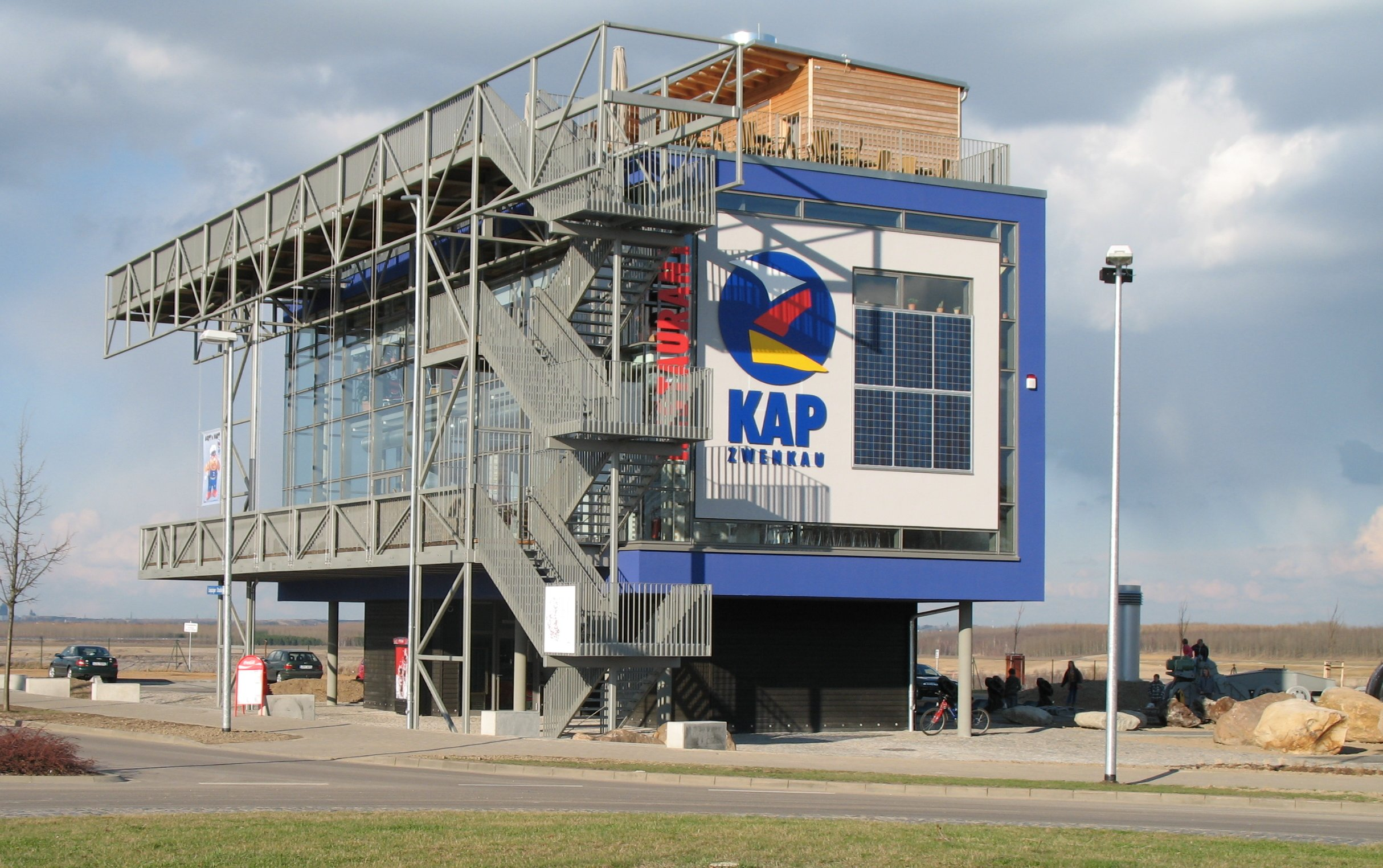
Ausstellungspavillon am Kap Zwenkau, Sachsen

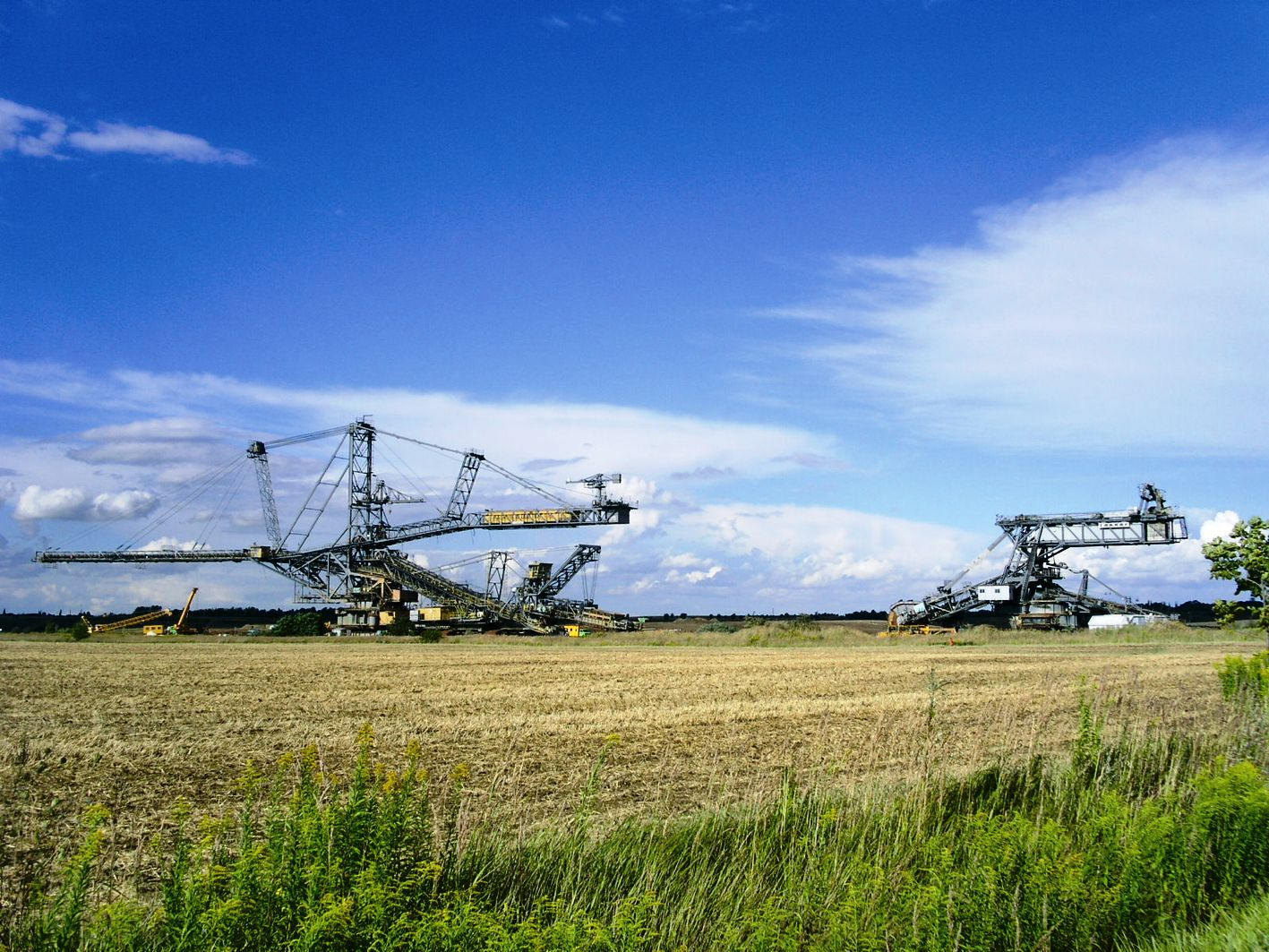
Bergbau-Technik-Park in Sachsen, 2006

### Vergangenheit
Das Mitteldeutsche Seenland besitzt eine hohe Dichte kulturhistorischer Zeugnisse und Erinnerungsorte. In Markkleeberg liegt der mit 280.000 Jahren älteste urgeschichtliche Fundort Sachsens. In Kirchen findet man die ältesten Orgeln Sachsens aus den Werkstätten von Gottfried Silbermann, Zacharias Hildebrandt, Gottfried Richter und Urban Kreutzbach. In Altranstädt wurde 1706 der Altranstädter Friede geschlossen, mit dem August der Starke den Verzicht auf die polnische Krone unterzeichnen musste. Die bekannteste militärische Auseinandersetzung in diesem Raum war die Völkerschlacht bei Leipzig im Jahr 1813, mit der Napoleons Untergang eingeleitet wurde.

### Gegenwart
Am Kap Zwenkau des Zwenkauer Sees wird im Ausstellungspavillon im Modell ein technikgeschichtliches Monument – die Abraumförderbrücke 18 im Tagebau Zwenkau – gezeigt. Der „Bergbau-Technik-Park“ stellt im Informationsverbund zur Braunkohlengeschichte zwei Bergbaugroßgeräte vor.
Seit 2010 findet das Highfield-Festival am Störmthaler See statt. Die Kunstinstallation „Vineta“, eine schwimmende Insel im Störmthaler See, erinnert an die Kirche des überbaggerten Ortes Magdeborn.

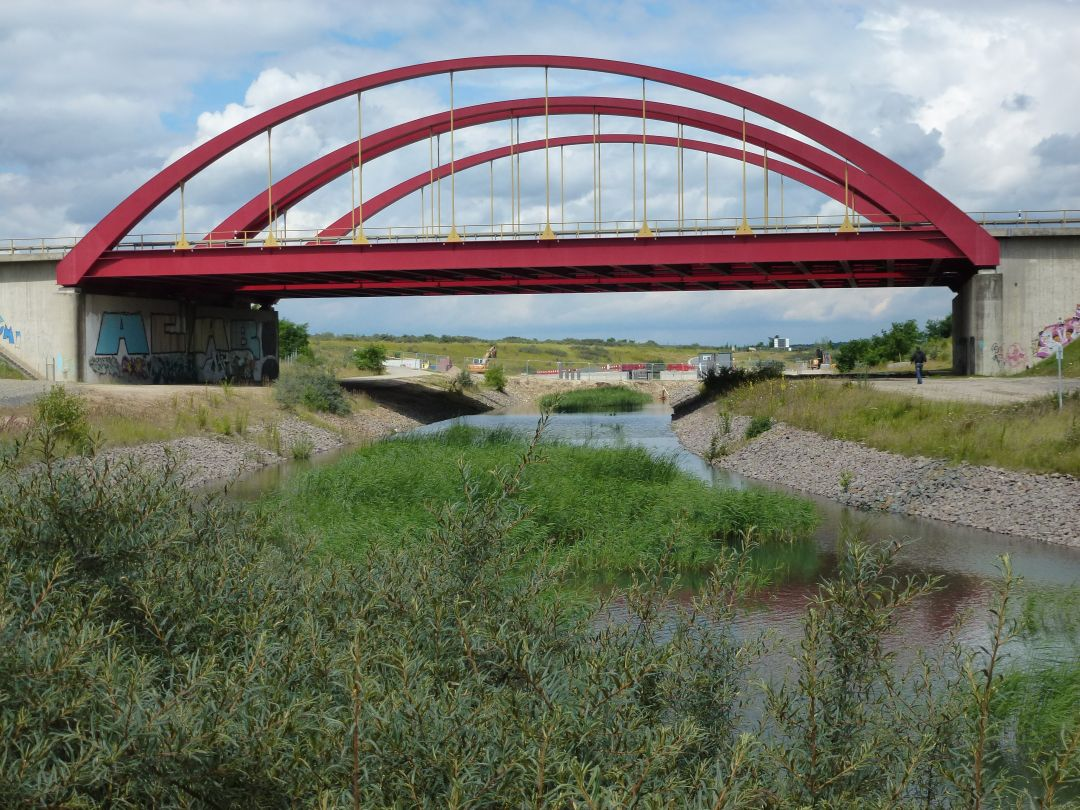
Verbindung zwischen dem Störmthaler und dem Markkleeberger See, Sachsen

## Freizeit und Wassersport
Im Seenland befinden sich der Freizeitpark Belantis, der Modellbaupark in Markkleeberg und die Kohlenbahn auf der Strecke von Meuselwitz nach Regis-Breitingen. Es entwickelt sich ein Zentrum des Wassersports; es ist möglich, auf den neuen Seen mit dem Kanu vom Cospudener See über den Auwald bis in die Innenstadt Leipzigs zu fahren. Im Mai 2013 wurde die Verbindung zwischen dem Störmthaler und dem Markkleeberger See eingeweiht. Ferner bestehen gute Voraussetzungen für Tauchen, Segeln, Windsurfen, Kite-Surfen, Wakeboarden und Wasserski. Am Ostufer des Markkleeberger Sees besteht im Kanupark Markkleeberg seit 2006 eine Kanu-Slalom-Wildwasserstrecke mit zwei unterschiedlich langen Bahnen mit veränderbarer Strömungsgeschwindigkeit für Kanusportler zur Verfügung.

## Zukunftsaussichten
Zu den noch auszuführenden Projekten gehört ein touristischer Gewässerverbund, der die Seen im Süden von Leipzig durch künstliche, schiffbare Kanäle miteinander verbindet und bis in die Stadt Leipzig führt. Erstes Teilstück ist die Strecke Leipzig–Cospudener See.
2015 wurde die Verbindung des Karl-Heine-Kanals mit dem Lindenauer Hafen fertiggestellt. Das 2015 vorgelegte Tourismuswirtschaftliche Gesamtkonzept für die Gewässerlandschaft im mitteldeutschen Raum führt zehn Leuchtturmprojekte an, wobei die weitere Verbindung über den Elster-Saale-Kanal zur Saale eines dieser Projekte darstellt.

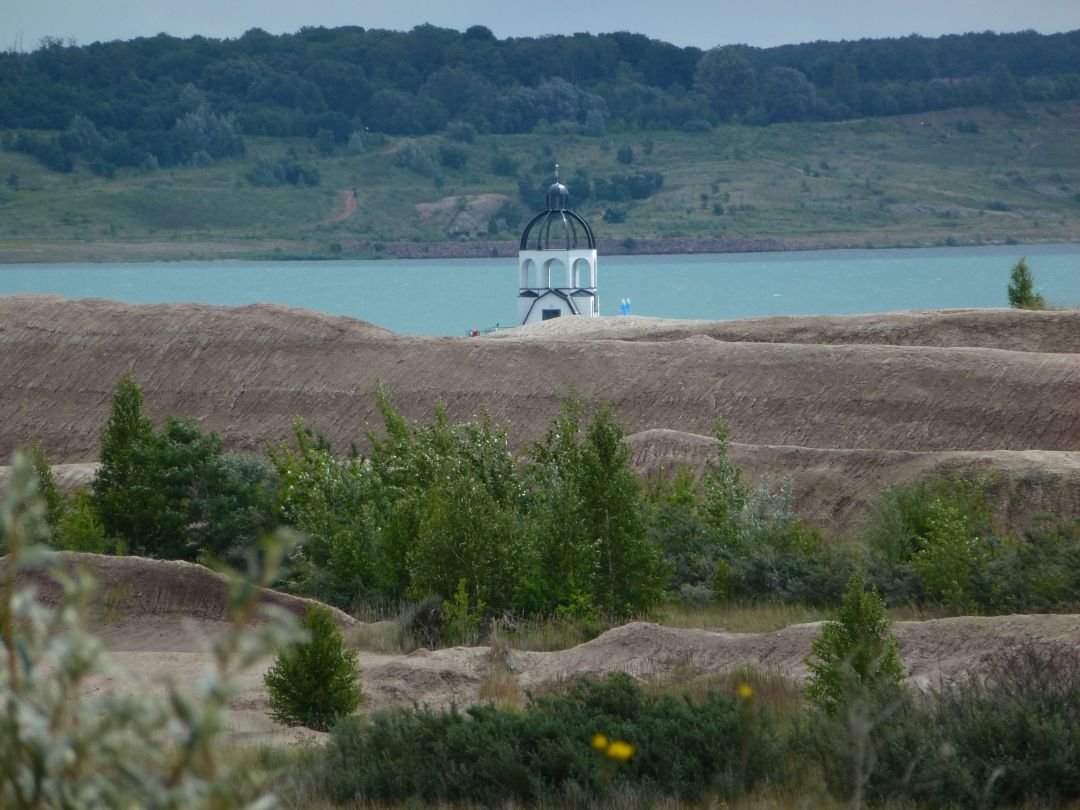
Göhrener Insel im Störmthaler See, dem viertgrößten See, dahinter das Kunstobjekt Vineta, Sachsen

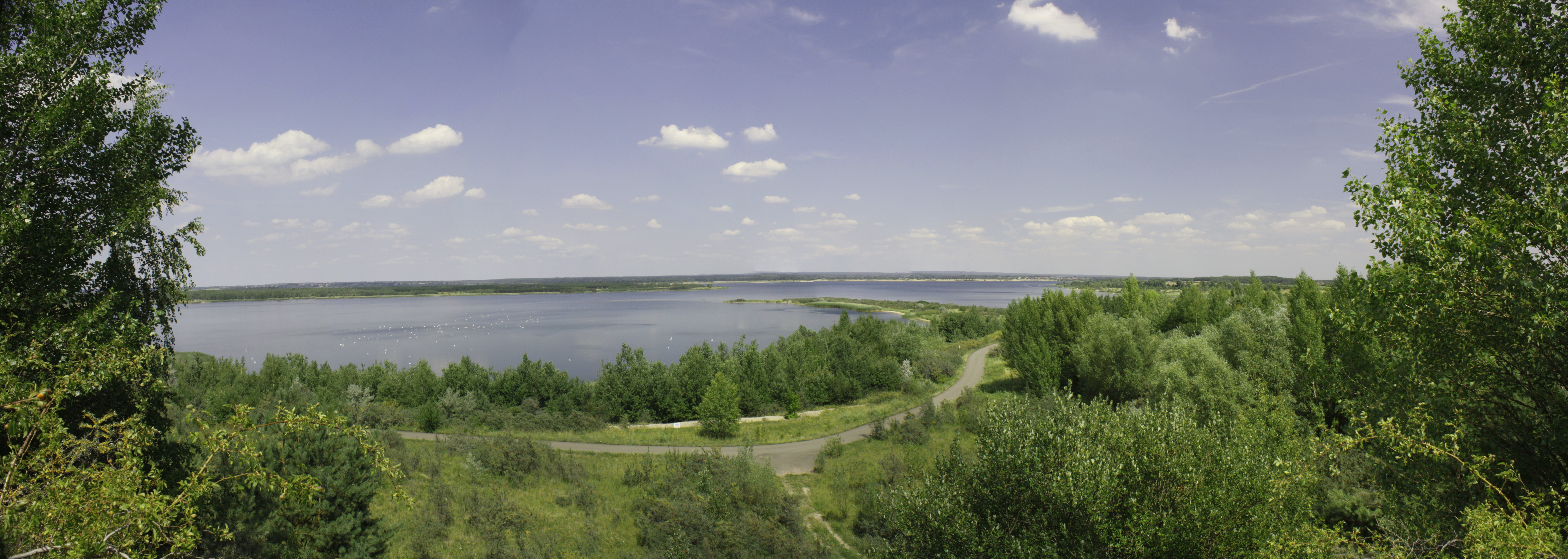
Seelhausener See in Sachsen und Sachsen-Anhalt, der fünftgrößte See ist Nachbar des Goitzschesees

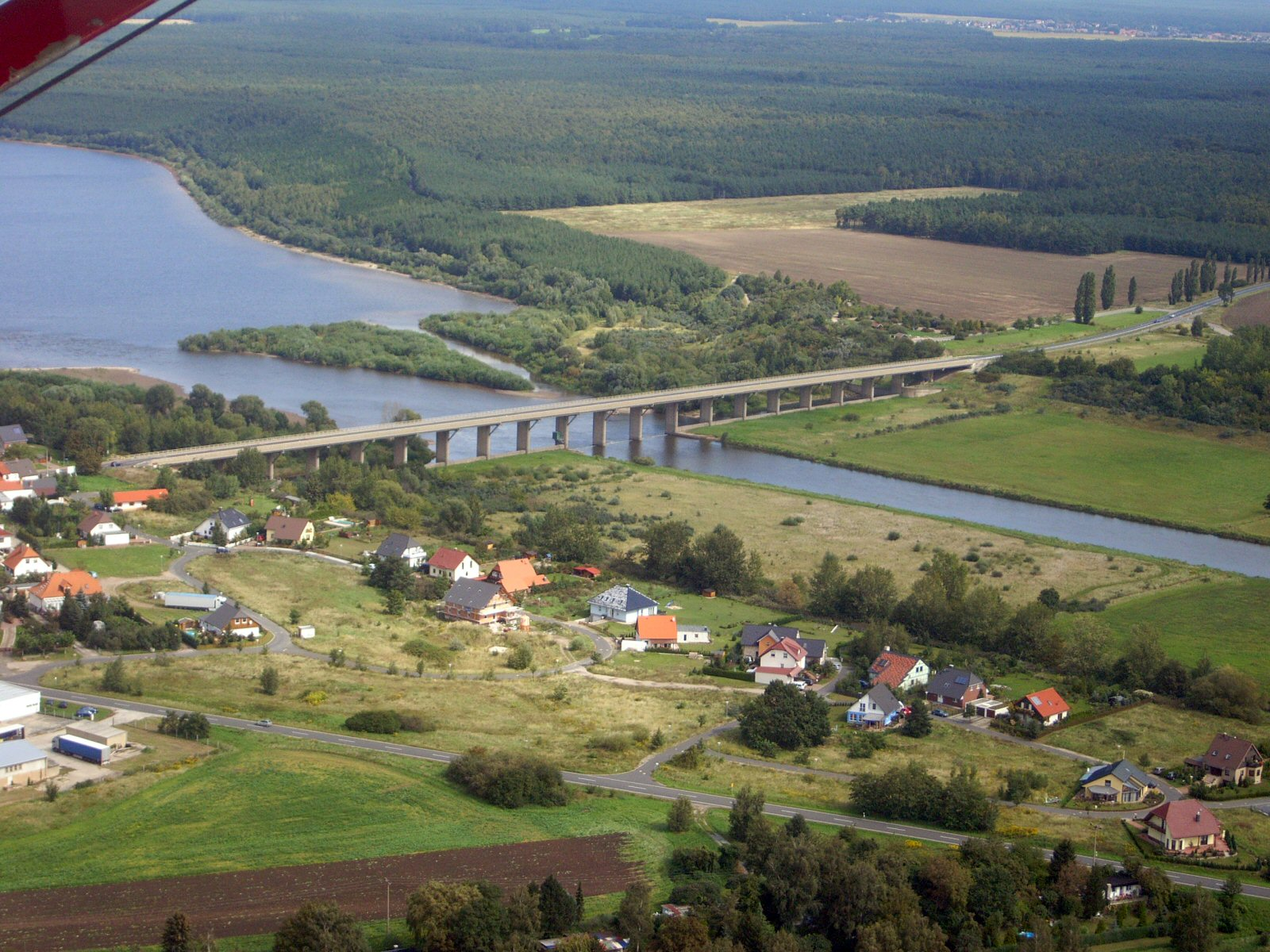
Muldestausee in Sachsen-Anhalt, schon 1976 geflutet, ist der sechstgrößte See

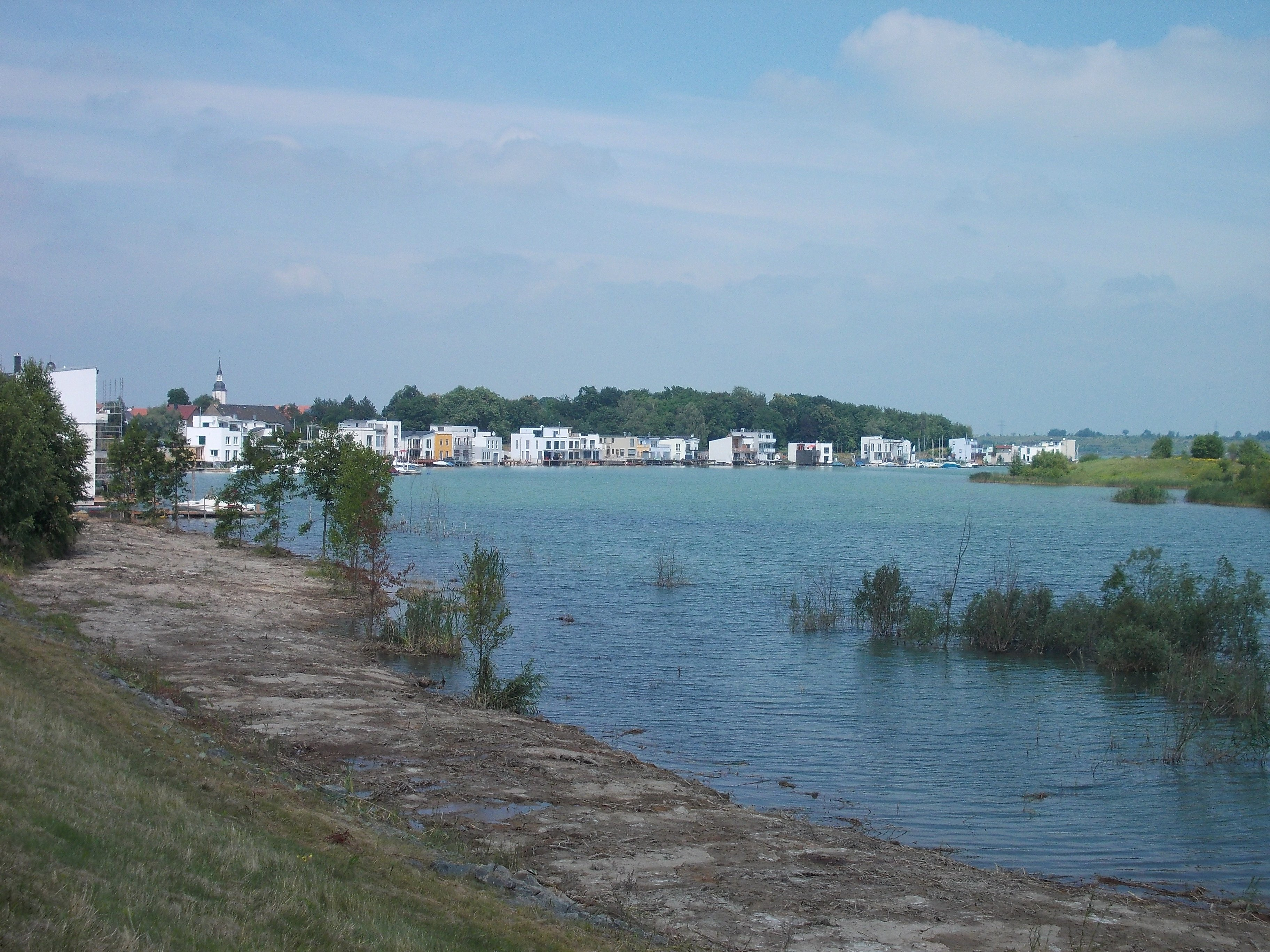
Lagune Kahnsdorf des Hainer Sees, dem siebtgrößten See, Sachsen

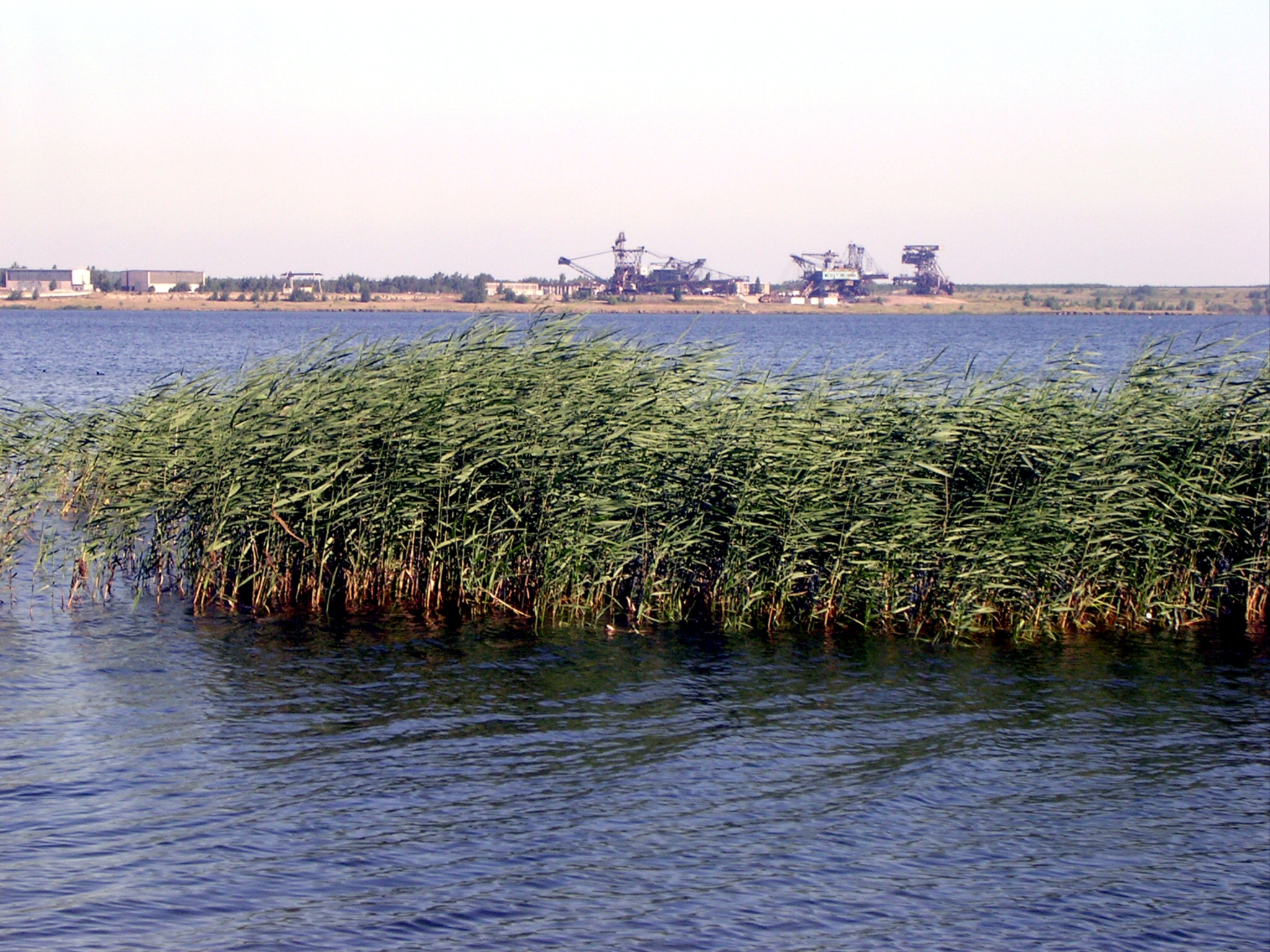
Blick über den Gremminer See in Sachsen-Anhalt, dem achtgrößten See, auf Ferropolis

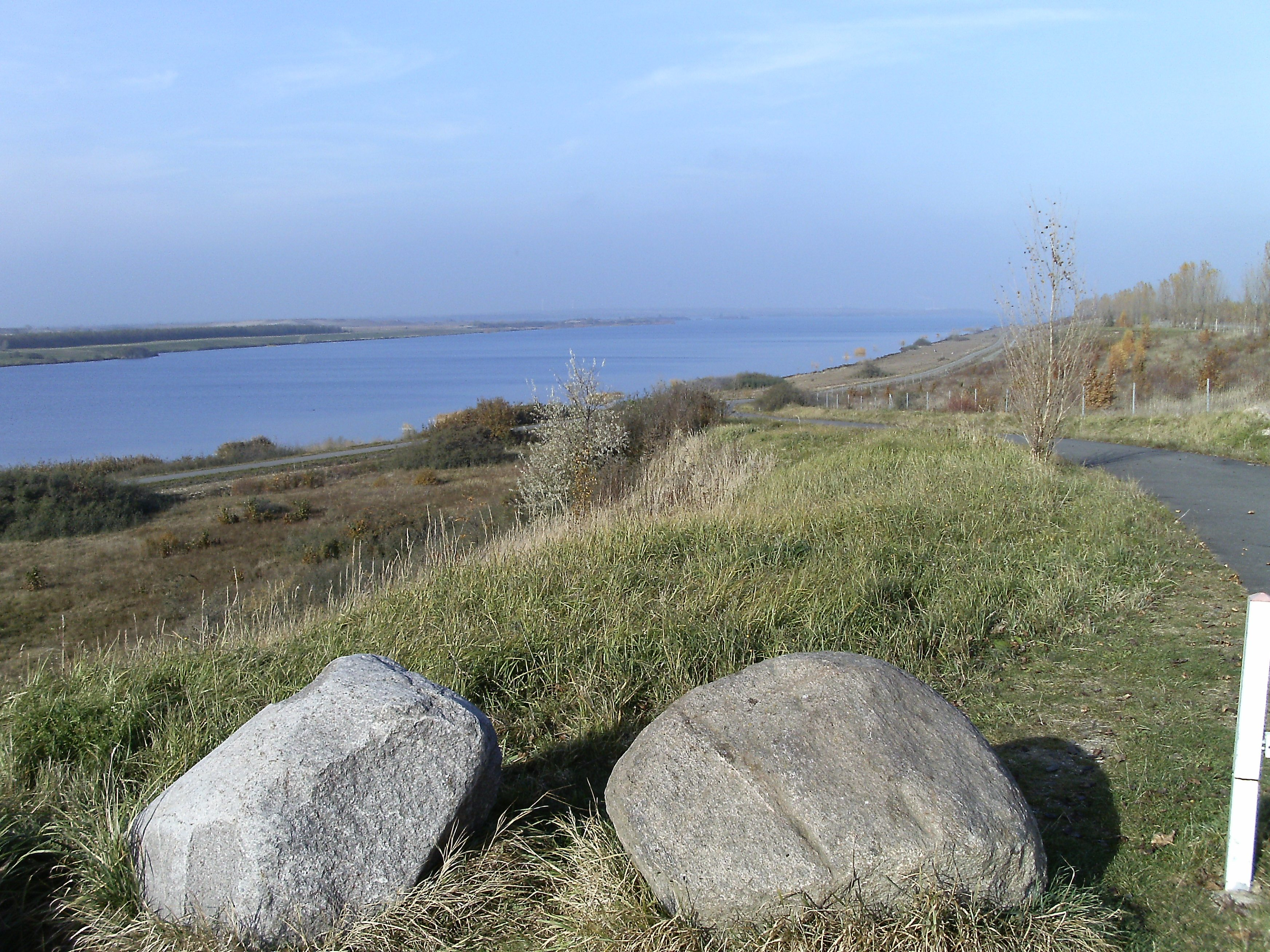
Werbeliner See in Sachsen, der neuntgrößte See

## Übersicht der Seen im Mitteldeutschen Seenland
| Name (und Lage)              | Land           | Endgröße in Hektar | Flutung   | Nutzung                                                       |
| ---------------------------- | -------------- | ------------------ | --------- | ------------------------------------------------------------- |
| Bockwitzer See (Karte)       | Sachsen        | 168                | 1995–2004 | vorrangig dem Naturschutz vorbehalten                         |
| Cospudener See (Karte)       | Sachsen        | 436                | 1993–2000 | Badestrände, Wassersport und Freizeitzentrum                  |
| Geiseltalsee (Karte)         | Sachsen-Anhalt | 1842               | 2003–2011 | Wassersport, Badesee, Freizeit                                |
| Grabschützer See (Karte)     | Sachsen        | 130                | 1997–2022 | Vogelschutzgebiet                                             |
| Gremminer See (Karte)        | Sachsen-Anhalt | 541                | 2002–2012 | Museum und Veranstaltungsort Ferropolis                       |
| Gröberner See (Karte)        | Sachsen-Anhalt | 374                | 2003–2013 | Wassersport, Gastronomie, Wohnmobil-Stellplatz, Resortbetrieb |
| Großer Goitzschesee (Karte)  | Sachsen-Anhalt | 1331               | 1999–2002 | Wassersport, Freizeit, Landschaftskunst                       |
| Großkaynaer See (Karte)      | Sachsen-Anhalt | 255                | 1996–2012 | Wassersport, Erholung, Naturschutz                            |
| Großstolpener See (Karte)    | Sachsen        | 28                 | 1992–1998 | Strandbad und Gastronomie                                     |
| Hainer See (Karte)           | Sachsen        | 560                | 1999–2010 | Wassersport und Freizeitzentrum (geplant)                     |
| Harthsee (Karte)             | Sachsen        | 88                 | 1985–1996 | Badesee, Gastronomie, Campingplatz                            |
| Haselbacher See (Karte)      | Sachsen        | 334                | 1993–2002 | Wassersport, Badesee                                          |
| Hasse See                    | Sachsen-Anhalt | 26                 | 1978–1979 | Campingplatz, Strandbad                                       |
| Haubitzer See (Karte)        | Sachsen        | 158                | 1999–2006 | Wassersport und Freizeitzentrum (geplant)                     |
| Holzweißiger See (Karte)     | Sachsen-Anhalt | 47                 | 2005–2006 | Wassersport, Badesee                                          |
| Kahnsdorfer See (Karte)      | Sachsen        | 121                | 1999–2018 | Naturschutz                                                   |
| Kulkwitzer See (Karte)       | Sachsen        | 170                | 1963–1973 | Wassersport und Freizeitzentrum                               |
| Ludwigsee (Karte)            | Sachsen-Anhalt | 86                 | 1993–2007 | Badesee, Natur                                                |
| Markkleeberger See (Karte)   | Sachsen        | 249                | 1993–2005 | Wassersport und Freizeitzentrum                               |
| Muldestausee (Karte)         | Sachsen-Anhalt | 630                | 1975–1976 | Natur, Freizeit, Erholung, Wassersport                        |
| Neuhäuser See (Karte)        | Sachsen-Anhalt | 155                | 1998–2006 | Natur                                                         |
| Pahnaer See (Karte)          | Thüringen      | 26                 | 1955–1970 | Strandbad, Gastronomie, Campingplatz                          |
| Paupitzscher See (Karte)     | Sachsen        | 80                 | 1993–2006 | europaweit bedeutsames Fauna-Flora-Habitat                    |
| Pereser See (Karte)          | Sachsen        | 589                | 2045–2051 | Wassersport, Landschaftssee (geplant)                         |
| Raßnitzer See (Karte)        | Sachsen-Anhalt | 315                | 1998–2002 | überwiegend für Naturschutz vorbehalten                       |
| Runstädter See (Karte)       | Sachsen-Anhalt | 233                | 2001–2003 |                                                               |
| Schladitzer See (Karte)      | Sachsen        | 220                | 1999–2012 | Wassersport und Freizeit                                      |
| Seelhausener See (Karte)     | Sachsen        | 634                | 2000–2002 | Badesee, Wassersport, Landschaftssee (geplant)                |
| Speicherbecken Borna (Karte) | Sachsen        | 265                | 1964–1980 | Hochwasserschutz, Fischzucht, Naturschutz, Naturstrände       |
| Störmthaler See (Karte)      | Sachsen        | 733                | 2003–2012 | Wassersport, Naturschutz, Kunstprojekte (geplant)             |
| Wallendorfer See (Karte)     | Sachsen-Anhalt | 338                | 1998–2004 | Freizeit, Erholung, Naturschutz                               |
| Werbeliner See (Karte)       | Sachsen        | 443                | 1998–2010 | Vogelschutzgebiet                                             |
| Werbener See (Karte)         | Sachsen        | 79                 | 1998–2000 | Badesee, Angeln, Tauchen                                      |
| Zwenkauer See (Karte)        | Sachsen        | 970                | 2006–2015 | Freizeit und Erholung, Natur- und Hochwasserschutz (geplant)  |